# カルヴィン・スミス・ジュニア
カルヴィン・スミス・ジュニア（Calvin Smith Jr.、1987年12月10日 ‐ ）は、アメリカ合衆国フロリダ州ルッツ出身の陸上競技選手。専門は短距離走。400mで44秒81の自己ベストを持つ。2012年イスタンブール世界室内選手権、2014年ソポト世界室内選手権、2016年ポートランド世界室内選手権と、3大会連続の4×400mリレー金メダリストであり、4×400mリレーの元室内世界記録保持者でもある。父親はアメリカを代表するスプリンターのカルヴィン・スミス。

## 経歴

### 2008年
7月の全米選手権（北京オリンピック選考会）男子400mにおいて45秒57の5位となり、北京オリンピック男子4×400mリレーメンバーに選出されたが、8月の大会は補欠として出番はなかった。

### 2012年

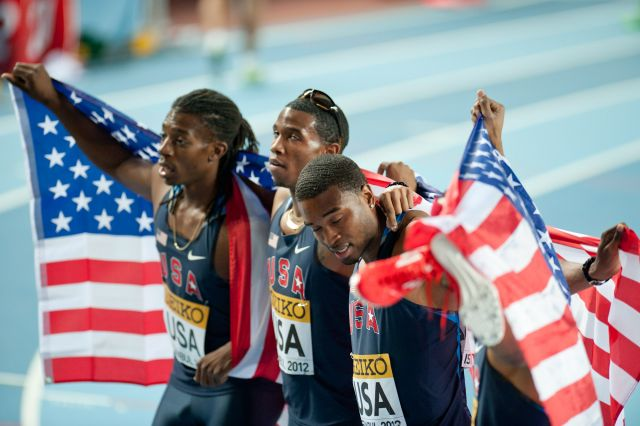
2012年イスタンブール世界室内選手権 (左端)

2月の全米室内選手権男子400mにおいて45秒96の2位となり、イスタンブール世界室内選手権アメリカ代表に選出された。シニアの世界大会デビューとなった3月の大会では男子400mと4×400mリレーに出場すると、400mは準決勝で敗退したが、決勝のみ出場した4×400mリレーはアメリカチームの2走を務め、メンバー最速となる45秒69のラップタイムをマークして金メダル獲得に貢献した。

### 2014年
2月の全米室内選手権男子400mにおいて45秒91の4位となり、ソポト世界室内選手権男子4×400mリレーメンバーに選出された。2大会連続の世界室内選手権出場となった3月の大会では予選と決勝でアメリカチームのアンカーを務めると、決勝では選手の中で最速となる45秒14のラップタイムをマークし、室内世界新記録（当時）樹立と金メダル獲得に貢献した。従来の記録は1999年前橋世界室内選手権でアメリカチームがマークした3分02秒83で、今大会のアメリカチームはこれを0秒70更新した。

### 2016年
3月の全米室内選手権男子400mにおいて46秒42の4位となり、ポートランド世界室内選手権男子4×400mリレーメンバーに選出された。3大会連続の世界室内選手権出場となった同月の大会では予選と決勝でアメリカチームの2走を務めて金メダル獲得に貢献した。決勝のアメリカチームは室内世界記録（3分02秒13）こそ更新できなかったものの、3分02秒45という好タイムをマークした。

## 家族
父親は2007年に全米陸上競技連盟の殿堂入りを果たしたカルヴィン・スミス。100mと4×100mリレーの元世界記録保持者である。オリンピックでは1984年ロサンゼルス大会の4×100mリレーで金メダル、1988年ソウル大会の100mで銅メダルを獲得。世界選手権では1983年ヘルシンキ大会の100mで銀メダル、200mで金メダル、4×100mリレーで金メダル、1987年ローマ大会の4×100mリレーで金メダル、1993年シュトゥットガルト大会の4×100mリレーで金メダルを獲得した。

## 自己ベスト
記録欄の（　）内の数字は風速（m/s）で、+は追い風を意味する。
| 種目    | 記録          | 年月日                      | 場所             | 備考                           |
| 屋外    | 屋外          | 屋外                        | 屋外             | 屋外                           |
| ------- | ------------- | --------------------------- | ---------------- | ------------------------------ |
| 200m    | 20秒68 (+1.2) | 2009年4月4日                | ゲインズビル     |                                |
| 400m    | 44秒81        | 2010年4月17日               | ゲインズビル     |                                |
| 室内    |               |                             |                  |                                |
| 200m    | 20秒67        | 2010年2月27日 2010年3月12日 | フェイエットビル |                                |
| 400m    | 45秒61        | 2010年2月28日               | フェイエットビル |                                |
| 500m    | 1分01秒67     | 2016年2月17日               | ストックホルム   |                                |
| 4x400mR | 3分02秒13     | 2014年3月9日                | ソポト           | 元室内世界記録 アメリカ代表4走 |

## 主要大会成績
備考欄の記録は当時のもの

### 国際大会
| 年   | 大会                    | 場所           | 種目    | 結果   | 記録            | 備考         |
| ---- | ----------------------- | -------------- | ------- | ------ | --------------- | ------------ |
| 2006 | 世界ジュニア選手権      | 北京           | 200m    | 準決勝 | 21秒46 (-1.5)   | 全体15位     |
| 2006 | 世界ジュニア選手権      | 北京           | 4x400mR | 予選   | 3分06秒07 (1走) | 決勝進出     |
| 2007 | 北中米カリブ選手権 (en) | サンサルバドル | 400m    | 優勝   | 45秒52          |              |
| 2007 | 北中米カリブ選手権 (en) | サンサルバドル | 4x400mR | 優勝   | 3分02秒78 (2走) |              |
| 2012 | 世界室内選手権          | イスタンブール | 400m    | 準決勝 | 47秒09          | 全体12位     |
| 2012 | 世界室内選手権          | イスタンブール | 4x400mR | 優勝   | 3分03秒94 (2走) |              |
| 2014 | 世界室内選手権          | ソポト         | 4x400mR | 優勝   | 3分02秒13 (4走) | 室内世界記録 |
| 2015 | 北中米カリブ選手権 (en) | サンホセ       | 4x400mR | 優勝   | 3分00秒07 (2走) | 大会記録     |
| 2016 | 世界室内選手権          | ポートランド   | 4x400mR | 優勝   | 3分02秒45 (2走) |              |

### ダイヤモンドリーグ
優勝したダイヤモンドリーグ個人種目の成績を記載。金色の背景はポイント対象レースを意味する。
| 年   | 大会                     | 場所 | 種目 | 記録   | 備考 |
| ---- | ------------------------ | ---- | ---- | ------ | ---- |
| 2011 | 上海ゴールデングランプリ | 上海 | 400m | 45秒47 |      |